# Hydrobiosis neadelphus
Hydrobiosis neadelphus là một loài Trichoptera trong họ Hydrobiosidae. Chúng phân bố ở miền Australasia.